# فرقة بانزر مردوخ
فرقة بانزر مردوخ هو الألبوم السادس لفرقة البلاك ميتالمردوخ السويدية. تم تسجيله في استديوهات The Abyss: الهاوية في يناير عام 1999 وتم إصداره في يونيو 1999 بواسطة Osmose Productions. موضوع الألبوم هو النار، حيث كان موضوع الألبوم الخامس للفرقة Nightwing الدم، اما الألبوم السابع La Grande Danse Macabre هو الموت، لتشكيل ثلاثية «الدم والنار والموت»، كرؤية مردوخ لماهية البلاك ميتال، اللانهاية التي لا تنتهي (وكذلك تكريمًا لألبوم Bathory Blood Fire Death). كان البوم فرقة بانزر مردوخ هو آخر إصدار لمردوخ من إنتاج Osmose. يجسد كل من المعدن الأسود والموت أكثر السمات البشرية الخبيثة والمرضية والاكتئابية والمميتة والمتمردة - إلا أنها تختلف تمامًا عن بعضها البعض. في حين أن معدن الموت غالبًا ما يكون كرتونيًا ويسهل فصله عن الواقع، غالبًا ما يكون المعدن الأسود كئيبًا للغاية وواقعيًا بشكل صارخ. 
يحتوي غلاف الألبوم الأصلي على صورة للنسخة السويدية (Stridsvagn 104) من الدبابة البريطانية Centurion Mk5. ظهرت ن دبابة بانزر السادسة إي «تايجر» على غلاف الألبوم لعام 2008، مما عزز موضوع الجرمانية في الحرب العالمية الثانية للألبوم. صور الغلاف الداخلي عمود دبابة في جميع أنحاء المدينة المدمرة: هذا هو الجيش الأحمر عبر برلين المدمرة في عام 1945. 

## قائمة التشغيل
| #  | عنوان                      | المدة |
| -- | -------------------------- | ----- |
| 1. | "Panzer Division Marduk"   | 2:39  |
| 2. | "المعمودية بالنار"         | 3:51  |
| 3. | "التعتيق الأسود للمعادن"   | 3:46  |
| 4. | "الأرض المحروقة"           | 3:37  |
| 5. | "الوحش الجارح"             | 4:07  |
| 6. | "سيلان الدم"               | 4:20  |
| 7. | "502"                      | 3:14  |
| 8. | "Fistfucking God's Planet" | 4:28  |

| #   | عنوان                 | المدة |
| --- | --------------------- | ----- |
| 9.  | "ركوب الموت"          |       |
| 10. | "Todeskessel Kurland" |       |

## شخصية
مردوخ
- الفيلق - غناء
- مورغان شتاينماير هاكنسون - جيتار
- بيه.وور
- فريدريك أندرسون - الطبول

زائر
- بيتر Tägtgren - ميكسر